# Rock Rocket
Rock Rocket foi uma banda de rock formada em São Paulo em 2002 por Noel Rouco (voz e guitarra), Alan (bateria e voz) e André Mazzei (baixo), com influencias de punk rock, rock clássico e surf music. A banda ganhou projeção nacional a partir de 2004 com o clipe da música "Por Um Rock And Roll Mais Alcoólatra e Inconsequente", que foi indicado ao VMB do mesmo ano na categoria Melhor Videoclipe de Banda Independente.

## Biografia e carreira
Em 2005, a banda lançou pelo selo 13 Records seu primeiro álbum, Por Um Rock And Roll Mais Alcoólatra e Inconsequente, produzido por Felipe Vassão, e foi novamente indicada ao VMB com o clipe da música "Puro Amor Em Alto Mar". Em 2006, a banda assinou com a Trama, relançou o primeiro disco e foi indicada novamente ao VMB, dessa vez na categoria Melhor Videoclipe de Rock com a música "Roqueiros Também Amam", terceiro e ultimo clipe da banda, dirigido por Luis Carone. Em 2007, o Rock Rocket lançou seu primeiro clipe ao vivo, gravado no clube Outs, em São Paulo, para a música "Cerveja Barata".
Em 2008, o Rock Rocket lançou seu segundo disco, homônimo, também produzido por Felipe Vassão, pela Thurbo Music, com destaque para as músicas "Aline, a Ninfomaníaca", "Os Legais" e "Doidão", cujo videoclipe foi dirigido por Kapel Furman e contou com a participação do cineasta José Mojica Marins, popularmente conhecido como Zé do Caixão. Ainda em 2008, a banda jogou no time campeão do Rockgol, formado com as bandas Forfun, Zefirina Bomba, Simoninha, Forgotten Boys e Leela. Em 2009, o grupo lançou seu primeiro compacto em vinil pelo selo Vinyl Land, com as músicas "Malóri Beach", "Pérola da Noite" e "Rocket Jane", esse foi o primeiro trabalho com o baixista Jun Santos na formação, que substituiu André Mazzei no mesmo ano.
Em 2010, a banda apareceu em uma cena do filme Luz nas Trevas: A Volta do Bandido da Luz Vermelha, dirigido por Ícaro Martins e Helena Ignez. Em 2011, o Rock Rocket lançou pelo selo Pisces o álbum III, produzido por Rafael Crespo (do Planet Hemp). Se destacam as faixas "Maria Eugênia", que contou com a participação dos músicos Guizado e Maurício Pereira, além de "Shark Attack", que fez parte da trilha sonora do filme Pólvora Negra, dirigido por Kapel Furman.
Em 2015, a banda gravou e lançou seu último disco, Citadel, produzido por Guto Gonzalez no Estúdio Lamparina. O álbum ficou marcado por uma guinada no som do Rock Rocket, com musicas e letras mais elaboradas e arranjos bem diversificados em relação aos discos predecessores. Se destacam as faixas "Uma Luz No Fim Do Túnel", "Em São Paulo", "Noturna Supernova" e "Punk SP 80". Em 2016, o baterista Alan saiu da banda e entrou Eder Chapolla. Em dezembro de 2018, o Rock Rocket anunciou que encerraria as atividades.
Ao longo da carreira, o Rock Rocket tocou em diversos festivais pelo Brasil, como o Ruído Festival (2005, Rio de Janeiro/RJ),GIG Rock (2006, Porto Alegre/RS), Porão do Rock (2007, Brasília/DF), Festival do Sol (2007, Natal/RN), Maquinaria Rock Fest (2008, São Paulo/SP), Araraquara Rock (2013, Araraquara/SP), Hey You Music Festival (2013, Manaus/AM), além de terem tocado com o Guns And Roses em 2010, em São Paulo. Em 31 de agosto de 2019, a banda se reuniu pela ultima vez para um show de celebração no Beco SP. 

## Discografia
- Por Um Rock And Roll Mais Alcoólatra e Inconsequente (13 Records, 2005) (Trama, 2006)
- Rock Rocket (Thurbo Music, 2008)
- III  (Pisces, 2012)
- Citadel (Rouco Records, 2015)

## Ex-integrantes
- Noel Rouco - vocal e guitarra (2002 - 2018)
- Alan - bateria (2002 - 2016)
- Jun Santos - baixo (2009 - 2018)
- André Mazzei - baixo (2002 - 2009)
- Éder Chapolla - bateria (2016 - 2018)

## Videoclipes
- "Por Um Rock And Roll Mais Alcoólatra e Inconsequente" (2004)
- "Puro Amor em Alto Mar" (2005)
- "Roqueiros Também Amam" (2006)
- "Cerveja Barata" (2007)
- "Doidão" (2008); participação de José Mojica Marins, o Zé do Caixão.[16][17][18]
- "Aline, A Ninfomaníaca" (2009)
- "Os Legais" (2009)
- "Shark Attack" (2012)
- "Maria Eugênia" (2013)
- "Eu Não Morri de Overdose" (2013)
- "Punk SP 80" (2015)
- "Uma Luz No Fim Do Túnel" (2015)

## Prêmios e indicações
| Ano  | Prêmio                 | Categoria                               | Indicação                                              | Resultado |
| ---- | ---------------------- | --------------------------------------- | ------------------------------------------------------ | --------- |
| 2004 | MTV Video Music Brasil | Melhor Videoclipe de Banda Independente | "Por Um Rock And Roll Mais Alcoólatra e Inconsequente" | Indicado  |
| 2005 | MTV Video Music Brasil | Melhor Videoclipe de Banda Independente | "Puro Amor Em Alto Mar"                                | Indicado  |
| 2006 | MTV Video Music Brasil | Melhor Videoclipe de Rock               | "Roqueiros Também Amam"                                | Indicado  |